# 43924 Martoni
43924 Martoni è un asteroide della fascia principale. Scoperto nel 1996, presenta un'orbita caratterizzata da un semiasse maggiore pari a 2,7605123 au e da un'eccentricità di 0,0318782, inclinata di 4,42013° rispetto all'eclittica.
L'asteroide è dedicato ad Aurora Martoni, nipote dello scopritore.